# Akhmedalar
Akhmedalar – wieś w Rejonie Bərdə w Azerbejdżanie